# تازه‌آباد (پارس‌آباد)
تازه‌آباد یک منطقهٔ مسکونی در ایران است که در استان اردبیل واقع شده‌است. براساس سرشماری مرکز آمار ایران در سال ۱۳۹۵، تازه‌آباد ۴۷ نفر جمعیت دارد.